# Aimen Lahmeri
Aimen Lahmeri (Muaskar, 28 de mayo de 1996) es un futbolista argelino que juega en la demarcación de extremo derecho para el JS Saoura de la Championnat National de Première Division.

## Selección nacional
Hizo su debut con la selección de fútbol de Argelia en un partido del Campeonato Africano de Naciones de 2022 contra Libia que finalizó con un resultado de 1-0 a favor del combinado argelino tras el gol de Aymen Mahious.

## Clubes
| Club       | País    | Año       | Partidos | Goles |
| ---------- | ------- | --------- | -------- | ----- |
| JS Saoura  | Argelia | 2016-2017 | 1        | 0     |
| GC Mascara | Argelia | 2017-2018 | 28       | 8     |
| JS Saoura  | Argelia | 2018-     | 110      | 25    |